# Santa María Magdalena de Taxicaringa
Santa María Magdalena de Taxicaringa är en ort i Mexiko.   Den ligger i kommunen Mezquital och delstaten Durango, i den centrala delen av landet, 700 km nordväst om huvudstaden Mexico City. Santa María Magdalena de Taxicaringa ligger 1 751 meter över havet och antalet invånare är 377.
Terrängen runt Santa María Magdalena de Taxicaringa är huvudsakligen bergig, men åt nordost är den kuperad. Terrängen runt Santa María Magdalena de Taxicaringa sluttar söderut. Runt Santa María Magdalena de Taxicaringa är det mycket glesbefolkat, med 3 invånare per kvadratkilometer. Santa María Magdalena de Taxicaringa är det största samhället i trakten. I omgivningarna runt Santa María Magdalena de Taxicaringa växer huvudsakligen savannskog.